# Crinipellis micropilus
Crinipellis micropilus är en svampart som först beskrevs av Reichardt, och fick sitt nu gällande namn av Rolf Singer 1962. Crinipellis micropilus ingår i släktet Crinipellis och familjen Marasmiaceae.   Inga underarter finns listade i Catalogue of Life.